# Odostemon nervosus
Odostemon nervosus là một loài thực vật có hoa trong họ Hoàng mộc. Loài này được (Pursh) Rydb. mô tả khoa học đầu tiên năm 1906.